# Béatrice Rodriguez
Béatrice Rodriguez (* 19. Oktober 1959) ist eine ehemalige französische Judoka. Sie gewann einen Weltmeistertitel und war dreimalige Europameisterin.

## Sportliche Karriere
Béatrice Rodriguez kämpfte im Leichtgewicht, der Gewichtsklasse bis 56 Kilogramm. Sie war 1981, 1982, 1984, 1985 und 1986 französische Meisterin in dieser Gewichtsklasse. 
Bei den Europameisterschaften 1982 in Oslo gewann sie den Titel vor der Schwedin Rebecca Limerick. Im Dezember 1982 fanden in Paris die zweiten Weltmeisterschaften statt. Rodriguez bezwang die Britin Diane Bell im Halbfinale und gewann den Titel durch einen Sieg über die Australierin Suzanne Williams. Bei den Europameisterschaften 1983 in Genua unterlag Rodriguez im Halbfinale Gerda Winklbauer aus Österreich, durch einen Sieg über die Schweizerin Inge Krasser erkämpfte die Französin eine Bronzemedaille. Ebenfalls Bronze gewann sie im Jahr darauf bei den Europameisterschaften in Pirmasens. Ende 1984 wurde sie Studentenweltmeisterin. 1985 bei den Europameisterschaften in Landskrona besiegte Rodriguez im Halbfinale Diane Bell und erhielt Gold nach ihrem Finalsieg über Gerda Winklbauer. Im Jahr darauf bezwang sie bei den Europameisterschaften 1986 in London im Halbfinale die Polin Maria Gontowicz und im Finale die Italienerin Domenica Soraci. Im Oktober bei den Weltmeisterschaften 1986 in Maastricht verlor sie im Viertelfinale gegen Gontowicz, im Kampf um Bronze siegte sie gegen Soraci. Bei den französischen Meisterschaften 1987 verlor Rodriguez im Finale gegen Catherine Arnaud, die dann auch bei den internationalen Meisterschaften für Frankreich antrat.